# Madame Bovary (pel·lícula de 1949)
Madame Bovary és una pel·lícula estatunidenca dirigida per Vincente Minnelli i estrenada el 1949, adaptació de la novel·la homònima de Gustave Flaubert de 1857. El 1950, la pel·lícula va rebre una nominació a l'Oscar a la millor direcció artística per a Cedric Gibbons, Jack Martin Smith, Edwin B. Willis i Richard Pefferle.

## Argument
Gustave Flaubert passa a disposició judicial per haver escrit Madame Bovary, una obra jutjada immoral. Explica la seva novel·la davant el tribunal i es converteix en l'advocat de la seva heroina.

## Repartiment
- Jennifer Jones: Emma Bovary
- Van Heflin: Charles Bovary
- Louis Jourdan: Rodolphe Boulanger
- James Mason: Gustave Flaubert
- Alf Kjellin (als crèdits, Christopher Kent): Léon Dupuis
- Gene Lockhart: J. Homais
- Frank Allenby: Lheureux
- Gladys Cooper: Madame Dupuis
- John Abbott: L'alcalde Tuvache
- Henri Letondal: Guillaumin
- George Zucco: Dubocage
- Paul Cavanagh: El marquès d'Andervilliers
- Edith Evanson: La Mare superiora
- Eduard Franz: Rouault
- Ellen Corby: Felicite

## Producció
La pel·lícula era un projecte dels estudis Metro-Goldwyn-Mayer i Lana Turner havia de ser la protagonista, però l'embaràs la va obligar a retirar-se i Jennifer Jones va ser escollida per al paper principal. El rodatge es va realitzar des de mitjan de desembre de 1948 fins a mitjans de març de 1949 i la pel·lícula es va estrenar l'agost següent.

## Nominacions
- Oscar a la millor direcció artística 1950 Cedric Gibbons, Jack Martin Smith, Edwin B. Willis i Richard Pefferle

## Madame Bovaryi el cinema
- Madame Bovary: la novel·la de Gustave Flaubert apareguda el 1857.

Altres adaptacions al cinema:
- Madame Bovary és la versió de Jean Renoir estrenada el 1933.
- Madame Bovary és la versió de Claude Chabrol estrenada el 1991.